# Xenophoroidea
Super-famille
Les Xenophoroidea sont une super-famille de mollusques gastéropodes de l'ordre des Littorinimorpha. 

## Liste des familles
Selon World Register of Marine Species (7 octobre 2020) :
- famille Lamelliphoridae Korobkov, 1960 †
- famille Xenophoridae Troschel, 1852 (1840)